# Stoian Zagorcinov
Stoyan Zagorchinov (bulgară: Загорчинов) (n. 1889 – d. 1969) a fost un scriitor bulgar.